# Ermita del Calvari (Les Coves de Vinromà)
L'Ermita del Calvari, a la localitat de Les Coves de Vinromà, a la comarca de la Plana Alta, és una ermita que es troba en el mateix nucli poblacional de Les Coves de Vinromà, al final del carrer del seu mateix nom.
Està catalogada com Bé Immoble de Rellevància Local, presentant com a identificació el codi: 12.05.050-001, segons consta a la Direcció General de Patrimoni Artístic de la Generalitat Valenciana.

## Descripció
El recinte on està ubicada l'ermita està aïllat de l'exterior mitjançant una tanca, el qual es pot, travessar a través d'una porta de reixes, que hi fa d'accés principal.
Com es tracta de l'ermita d'un calvari, abans d'arribar-hi es poden contemplar totes les estacions del Via Crucis que està ubicat en uns casalicis, fabricats en pedra llaurada, disseminats a través d'un camí decorat amb xiprers.
La capella està dedicada al Sant Crist del Calvari, i se situa a la zona més cridanera del complex, podent-se distingir la seva situació, per la cúpula de teules blaves que la cobreixen.
És un edifici d'elevada altura, amb façana realitzada amb carreus llaurats, presentant com accés principal, una porta rectangular que es troba emmarcada per pilastres.
La resta de la façana està adornada amb una finestra, amb una cornisa mixtilínia que presenta gerros com a decoració i està rematada amb una espadanya.
Respecte a l'interior, hi destaquen set pintures realitzades al fresc per part de Joaquín Ollet entre 1809 i 1810, en què es reflecteixen escenes de la Passió. Estan emmarcades amb decoració motllures i volutes. Per la seva banda l'altar major està presidit per un crucifix de considerables dimensions.
El manteniment de la capella i la seva utilització (es du a terme, per exemple, una novena a partir de dissabte anterior a la festivitat de Crist Rei) està en mans de la Confraria del Crist del Calvari.